# Jarreth Merz

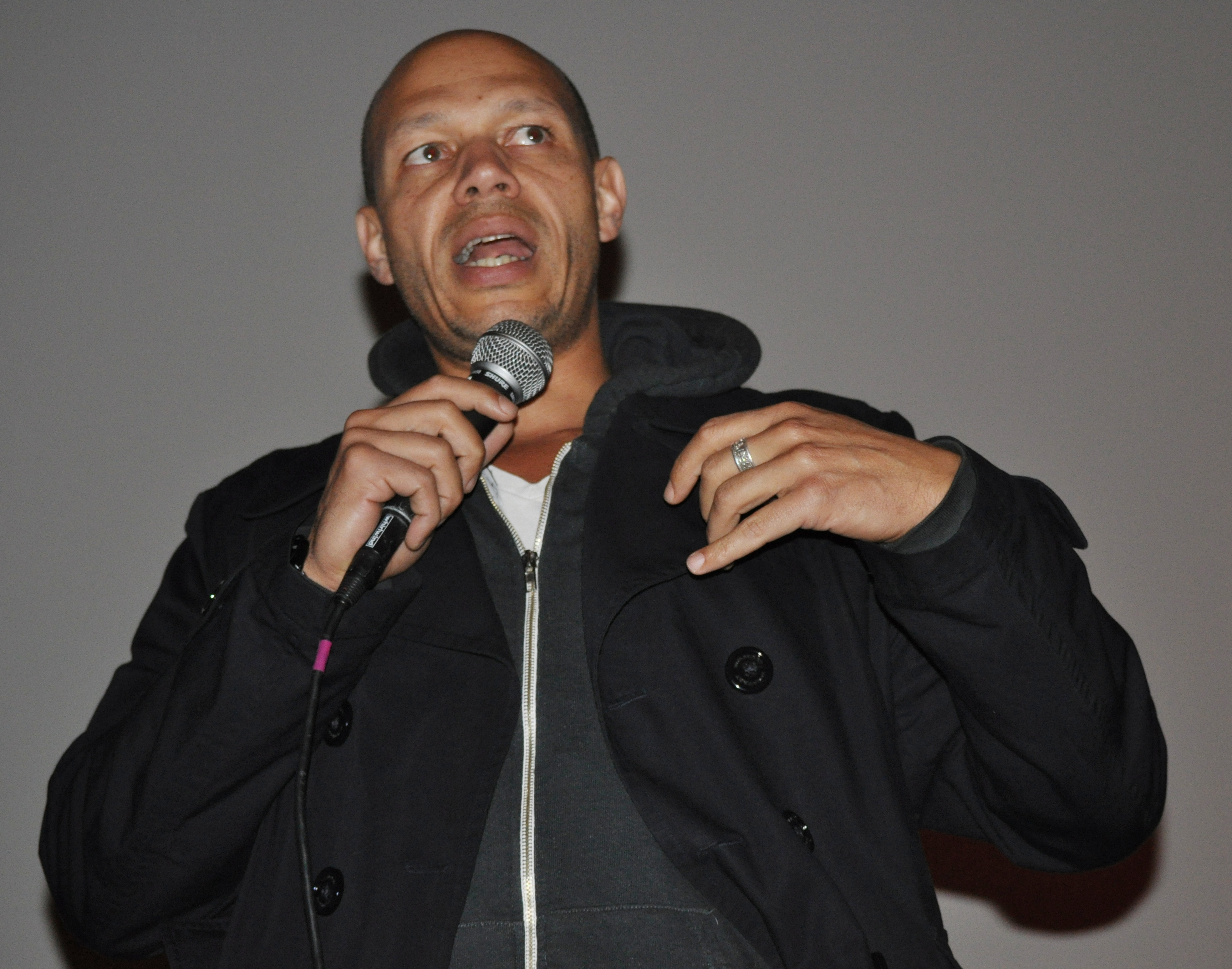
Jarreth Merz (Mai 2011)

Jarreth Merz (* 1. Mai 1970 in Zürich) ist ein Schweizer Film- und Theaterschauspieler sowie Filmregisseur. Merz ist neben dem Besitz des Schweizer Bürgerrechts auch im Besitz der Staatsbürgerschaft von Ghana.

## Leben
Jarreth Merz wurde als Sohn eines Schweizer Vaters und einer ghanaischen Mutter in Zürich geboren. Von 1973 bis 1980 lebte die Familie in der Heimat von Merz’ Mutter, in Ghana. Über einen kurzen Aufenthalt in Deutschland, wo Merz von 1980 bis 1981 in Hamburg lebte, kehrte die Familie Merz 1981 in die Schweiz zurück. Nach der Matura im Jahr 1990, absolvierte er ein Schauspielstudium an der  European Film Actor School in Zürich. 1992 zog er nach New York City, wo er im Herbert Berghof Studio sein Studium fortsetzte, und gleichzeitig Kurse an der New York University belegte.
1996 zog Merz nach Deutschland, wo er in Berlin ein neues Zuhause fand. In Deutschland begann auch seine Karriere als Schauspieler. So stand er 1998 im Kriminalfilm Fake – Die Fälschung an der Seite von Martin Umbach und Herbert Feuerstein erstmals vor der Kamera. 2001 verkörperte er in Taking Sides – Der Fall Furtwängler einen US-amerikanischen Soldaten. Seit 2003 lebt Merz erneut in den USA, dieses Mal in Los Angeles.
Neben einer kleinen Gastrolle in der Fernsehserie Emergency Room – Die Notaufnahme im Jahr 2003 bekam Merz 2004 seine bis dato wohl bekannteste Rolle. In Mel Gibsons kontrovers diskutierter Bibelverfilmung Die Passion Christi stellte er Simon von Cyrene dar, jenen Mann, der Jesus von Nazaret beim Tragen des Kreuzes hilft.
2005 versuchte es Merz als Filmproduzent. Er gründete The Cell Film Production, die jedoch nur einen Film, den 15-minütigen Kurzfilm Nightshift produzieren sollte. 2006 gründete er zusammen mit seinem Bruder Kevin Urban Republic Films. 2009 produzierte die Firma The Soul of Ashanti, einen 60-minütigen Dokumentarfilm, dessen Handlung in Ghana angesiedelt ist, und bei dem Jarreth Merz auch sein Debüt als Filmregisseur gab.
Jarreth Merz spricht drei Sprachen fließend, Deutsch, Englisch und Schweizerdeutsch; auch hat er bereits in Französisch, Spanisch und Italienisch sowie in Aramäisch gedreht.

## Filmografie (Auswahl)
- 2001: Taking Sides – Der Fall Furtwängler (Der Fall Furtwängler)
- 2004: Die Passion Christi (The Passion of the Christ)
- 2015: Homeland (Fernsehserie, Episode 5x06)
- 2016: Der junge Messias (The Young Messiah)
- 2016: Ben Hur (Ben-Hur)
- 2017: Grain – Weizen